# アリス・イン・ワンダーランド (芸能事務所)
株式会社アリス・イン・ワンダーランド（英: ALICE IN WONDERLAND MODEL MANAGEMENT INC.）は、愛知県名古屋市千種区末盛通に本社を置くモデル事務所である。
主に中京圏を活動の場としている。

## 沿革
- 1973年（昭和48年）6月 - 創業[1]。
- 1980年（昭和55年）1月 - 有限会社アリス・イン・ワンダーランドを設立[1]。
- 2011年（平成23年）9月 - 株式会社に改組[1]。

## 所属タレント・モデル
- 西村けいこ[2]
- 真有[3]
- 奥ゆり[4]
- 井駒彩[5]
- 長沼史織[6]
- 高瀬桃子[7]
- 暮沼まみ（2010年アサヒビールイメージガール）
- 多森成子
- 岡本愛
- 朝倉貴代美
- 佐伯英恵
- 水野えり
- 桜井光里
- 中村明香
- 加藤敏彦
- 中根千穂
- 松山亜耶
- 小田真奈美
- 道端史帆
- 北原樹理
- 市川葉名
- 山口ことね

ほか

### 過去に所属
- 悠美
- 鈴木ちなみ（2010年東レ水着キャンペーンガール） - 現在はGrick所属

## パートナー企業
- 有限会社クラッチ[1]
- コスモポリタンモデルエージェンシー[1]